# Ödeborg
Ödeborg is een plaats in de gemeente Färgelanda in het landschap Dalsland en de provincie Västra Götalands län in Zweden. De plaats heeft 615 inwoners (2005) en een oppervlakte van 73 hectare.

## Verkeer en vervoer
Bij de plaats loopt de Länsväg 172.